# Yuki Bhambri
Yuki Bhambri (hindi : युकी भामब्री), né le 4 juillet 1992 à New Delhi, est un joueur de tennis indien, professionnel depuis 2008.

## Carrière
En 2009, il remporte l'Open d'Australie junior à l'âge de seize ans en battant Alexandros-Ferdinandos Georgoudas en finale (6-1, 6-3).
L'année suivante, il gagne une médaille d'argent aux premiers Jeux olympiques de la jeunesse en étant seulement battu en finale (sur abandon) par Juan Sebastián Gómez.
Yuki Bhambri a remporté 7 tournois Challenger en simple : Ferghana en 2012, Traralgon en 2013, Chennai en 2014, Shanghai et Pune en 2015, Pune en 2017 et Taipei en 2018 et 12 en double.

## Palmarès

### Titres en double messieurs
| No | Date       | Nom et lieu du tournoi                     | Catégorie | Dotation    | Surface      | Partenaire      | Finalistes                      | Score              |          |
| -- | ---------- | ------------------------------------------ | --------- | ----------- | ------------ | --------------- | ------------------------------- | ------------------ | -------- |
| 1  | 24-06-2023 | Mallorca Championships Calvià              | ATP 250   | 915 630 €   | Gazon (ext.) | Lloyd Harris    | Robin Haase Philipp Oswald      | 6-3, 6-4           | Parcours |
| 2  | 15-04-2024 | BMW Open Munich                            | ATP 250   | 579 320 €   | Terre (ext.) | Albano Olivetti | Andreas Mies Jan-Lennard Struff | 7-66, 7-65         | Parcours |
| 3  | 15-07-2024 | EFG Swiss Open Gstaad Gstaad               | ATP 250   | 579 320 €   | Terre (ext.) | Albano Olivetti | Ugo Humbert Fabrice Martin      | 3-6, 6-3, [10-6]   | Parcours |
| 4  | 24-02-2025 | Dubai Duty Free Tennis Championships Dubaï | ATP 500   | 3 237 670 $ | Dur (ext.)   | Alexei Popyrin  | Harri Heliövaara Henry Patten   | 3-6, 7-612, [10-8] | Parcours |

### Finales en double messieurs
| No | Date       | Nom et lieu du tournoi              | Catégorie | Dotation    | Surface      | Vainqueurs                     | Partenaire      | Score             |          |
| -- | ---------- | ----------------------------------- | --------- | ----------- | ------------ | ------------------------------ | --------------- | ----------------- | -------- |
| 1  | 16-10-2023 | BNP Paribas Nordic Open Stockholm   | ATP 250   | 673 630 €   | Dur (int.)   | Andrey Golubev Denys Molchanov | Julian Cash     | 7-68, 6-2         | Parcours |
| 2  | 19-05-2024 | Open Parc Auvergne-Rhône-Alpes Lyon | ATP 250   | 579 320 €   | Terre (ext.) | Harri Heliövaara Henry Patten  | Albano Olivetti | 3-6, 7-64, [10-8] | Parcours |
| 3  | 18-09-2024 | Chengdu Open Chengdu                | ATP 250   | 1 171 655 $ | Dur (ext.)   | Sadio Doumbia Fabien Reboul    | Albano Olivetti | 6-4, 4-6, [10-4]  | Parcours |

## Parcours dans les tournois du Grand Chelem

### En simple
| Année | Open d'Australie | Open d'Australie | Internationaux de France | Internationaux de France | Wimbledon       | Wimbledon       | US Open         | US Open       |
| ----- | ---------------- | ---------------- | ------------------------ | ------------------------ | --------------- | --------------- | --------------- | ------------- |
| 2015  | 1er tour (1/64)  | Andy Murray      | —                        | —                        | —               | —               | —               | —             |
| 2016  | 1er tour (1/64)  | Tomáš Berdych    | —                        | —                        | —               | —               | —               | —             |
|       |                  |                  |                          |                          |                 |                 |                 |               |
| 2018  | 1er tour (1/64)  | Márcos Baghdatís | 1er tour (1/64)          | Ruben Bemelmans          | 1er tour (1/64) | Thomas Fabbiano | 1er tour (1/64) | P.-H. Herbert |

N.B. : à droite du résultat se trouve le nom de l'ultime adversaire.

### En double messieurs
| Année | Open d'Australie                                                                 | Open d'Australie                                                                        | Internationaux de France                                                              | Internationaux de France                                                             | Wimbledon | Wimbledon | US Open | US Open |
| ----- | -------------------------------------------------------------------------------- | --------------------------------------------------------------------------------------- | ------------------------------------------------------------------------------------- | ------------------------------------------------------------------------------------ | --------- | --------- | ------- | ------- |
| 2014  | 1/8 de finale M. Venus \|\| style="text-align:left;" \| L. Paes R. Štěpánek      | —                                                                                       | —                                                                                     | —                                                                                    | —         | —         | —       |         |
|       |                                                                                  |                                                                                         |                                                                                       |                                                                                      |           |           |         |         |
| 2018  | —                                                                                | —                                                                                       | 2e tour (1/16) D. Sharan \|\| style="text-align:left;" \| O. Marach M. Pavić          | —                                                                                    | —         | —         | —       |         |
|       |                                                                                  |                                                                                         |                                                                                       |                                                                                      |           |           |         |         |
| 2023  | 1er tour (1/32) S. Myneni \|\| style="text-align:left;" \| A. Mies J. Peers      | 2e tour (1/16) S. Myneni \|\| style="text-align:left;" \| S. González É. Roger-Vasselin | 1er tour (1/32) S. Myneni \|\| style="text-align:left;" \| A. Davidovich A. Mannarino | 1er tour (1/32) M. Demoliner \|\| style="text-align:left;" \| H. Nys J. Zieliński    |           |           |         |         |
| 2024  | 1er tour (1/32) R. Haase \|\| style="text-align:left;" \| N. Barrientos R. Matos | 1er tour (1/32) A. Olivetti \|\| style="text-align:left;" \| J. Peers R. Safiullin      | 2e tour (1/16) A. Olivetti \|\| style="text-align:left;" \| K. Krawietz T. Pütz       | 1/8 de finale A. Olivetti \|\| style="text-align:left;" \| M. Granollers H. Zeballos |           |           |         |         |

N.B. : le nom du partenaire se trouve sous le résultat ; les noms des ultimes adversaires se trouvent à droite.

### En double mixte
| Année | Open d'Australie | Open d'Australie | Internationaux de France | Internationaux de France | Wimbledon                                                                  | Wimbledon | US Open | US Open |
| ----- | ---------------- | ---------------- | ------------------------ | ------------------------ | -------------------------------------------------------------------------- | --------- | ------- | ------- |
| 2025  | —                | —                | —                        | —                        | 2e tour (1/8) Jiang X \|\| style="text-align:left;" \| Zhang S. M. Arévalo | —         | —       |         |

N.B. : le nom de la partenaire se trouve sous le résultat ; les noms des ultimes adversaires se trouvent à droite.

## Parcours dans lesMasters 1000
| Année | Indian Wells        | Miami                 | Monte-Carlo | Rome | Madrid | Canada | Cincinnati | Shanghai | Paris |
| ----- | ------------------- | --------------------- | ----------- | ---- | ------ | ------ | ---------- | -------- | ----- |
| 2009  | —                   | 1er tour D. Junqueira | —           | —    | —      | —      | —          | —        | —     |
|       |                     |                       |             |      |        |        |            |          |       |
| 2018  | 3e tour Sam Querrey | 2e tour Jack Sock     | —           | —    | —      | —      | —          | —        | —     |

N.B. : sous le résultat se trouve le nom de l’ultime adversaire.

## Classements ATP en fin de saison
| Année          | 2007 | 2008 | 2009 | 2010 | 2011 | 2012 | 2013 | 2014 | 2015 | 2016 | 2017 | 2018 | 2019 | 2020 | 2021 | 2022 | 2023 | 2024 |
| Rang en simple | 1461 | 1164 | 338  | 504  | 345  | 197  | 204  | 249  | 93   | 534  | 116  | 137  | –    | –    | 1037 | 553  | 1174 | –    |
| Rang en double | –    | 676  | 983  | 467  | 572  | 191  | 285  | 181  | 245  | 477  | 378  | 319  | –    | –    | 1049 | 96   | 62   | 48   |

Source : (en) Classements de Yuki Bhambri sur le site officiel de la Fédération internationale de tennis